# Tadô
Tadô ou Tado, antigamente chamada Ezame, é uma vila no sudeste de Togo, perto da fronteira com o Benim.
Segundo a tradição, foi o berço do povo aja (ou adja) e de outros povos gbe, como Ewe, Fon, Phla/Phera, Gun/Ogun  em algum ponto no século XII ou XIII. Esses povos provenientes de uma região chamada Adja, deram origem aos adja-tado ou adja-tadô (também grafado adjatado). Chegaram em duas levas de migração. Uma teve início no Níger e passou pela Nigeria; a outra veio de Burkina Faso e atravessou Gana. Depois do reinado de Togbui-Anyi, aquele que rebatizou Ezame, surgiram três reinos: Allada, Daxomé e Xogbonou (Porto Novo). Hoje, povoam a parte sul de Togo e o Benim.
Tado é também considerada como o berço de Gangnihessou, o primeiro rei de Daomé, no século XVI. Atualmente é um centro de peregrinação para os adjas de toda a região, que visitam a aldeia em agosto para cultuar seus espíritos ancestrais.